# Табличка из Санта-Мария-ди-Фаллери
Табличка из Санта-Мария-ди-Фаллери (Vetter 320, Giacomelli 59, Bakkum LF/Lat 214, CIL I².365, CIL XI.3081, CII 2441, CIE 8340) — бронзовая табличка с латино-фалискской надписью. Датируется приблизительно 150 годом до н. э. и является наиболее поздней из известных надписей, выполненных фалискским алфавитом. Состоит из нескольких фрагментов, ныне находится в Археологическом музее Фалискской земли (инвентарный номер 24425).

## Находка
Правая половина таблички была найдена в 1860 году рядом с Порта-Чимина. Раффаэле Гарруччи, у которого она оказалась, показал её Иоганну Генцену, по заметкам которого она была опубликована Теодором Моммзеном без согласия Гарруччи. Вторая половина таблички была найдена в 1870 году, после чего её полный текст был опубликован Гарруччи.

## Описание
Бронзовая табличка имеет ширину 52 см и высоту 18 см, высота букв — 2 см. Изначально она была закреплена с помощью заклёпок, но позже была сорвана или отломана.

## Надпись
Надпись выполнена справа налево фалискским алфавитом. Между словами menerua. и sacru намеренно сделан пробел. Буквы l в la. cotena и r в pretod повреждены, но читаемы.
1. menerua. sacru
2. la(rs). cotena. la(rtis). f(ilius). pretod. de
3. zenatuo. sententiad. uootum
4. dedet. cuando. datu. rected
5. cuncaptum

Перевод: «Посвящённый Минерве, Ларс Котена, сын Ларса, претор, дал [это посвящение], поклялся [ей] в соответствии с решением сената. Когда оно было дано, оно было сформулировано правильно».
Menerua стоит в дательном падеже, образуя распространённую в латыни и сабельских языках конструкцию с sacer. Такая форма дательного падежа, по-видимому, распространилась из Лация и латиноговорящих колоний.
-d в pretod может объясняться ошибочным использование этрусского начертания r или сандхи с последующим d-, однако идентичное написание pretod в надписи LF 242 может указывать на то, что таким образом обозначен ослабленный /-r/, вероятно, представляющий собой [ɾ]. Выражение de zenatuo sententiad, возможно, латинское.
Использование oo в uootum и u в sacru, uootu, datu и cuncaptum указывает на II век до н. э., надпись не может быть значительно старше 150 года до н. э. С точки зрения орфографии надпись почти полностью фалискская: на это указывает алфавит, направление письма и использование z- в zenatuo, единственными нефалискскими признаками являются двойное o в uootum и, возможно, окончание -a в menerua.
С точки зрения лингвистики к фалискским признакам можно отнести:
- -d в слове pretod (однако, имеется латинская параллель в надписи CIL I².547);
- опускание конечного -s в zenatuo;
- монофтонгизация /ai̯/ в pretod;
- опускание конечного -m в sacru и datu;
- окончание родительного падежа четвёртого склонения -uo(s) в zenatuo (отмечено только в латыни, но могло встречаться и в фалискском);
- u в sacru, uootu, datu и cuncaptum может быть как латинским, так и позднефалискским;
- отсутствие подъёма гласных в слове cuncaptum;
- -d в sententiad и rected в это время необычно как для латыни, так и для фалискского, это, вероятно, архаизм[4].